# Poulangy
Poulangy é uma comuna francesa na região administrativa de Grande Leste, no departamento de Haute-Marne. Estende-se por uma área de 17,39 km². Em 2010 a comuna tinha 385 habitantes (densidade: 22,1 hab./km²).